# Eric Steiner
Eric Steiner (* 28. Juni 1965 in Offenbach am Main) ist ein deutscher Gynäkologe und Geburtshelfer.

## Leben und Wirken
Steiner studierte von 1987 bis 1993 an der Johannes-Gutenberg-Universität Mainz. 1995 wurde er ebendort mit der Arbeit „Meta- und epiphysäre Frakturen im Kindesalter“ (cum laude), die er bei Siegfried Hofmann von Kap-herr an der Klinik und Poliklinik für Kinderchirurgie verfasst hatte, zum Dr. med. promoviert. 2008 habilitierte er sich an der Universität Mainz mit der Arbeit „Prognosefaktoren beim Endometriumkarzinom“ bei Heinz Kölbl. 2016 wurde er dort zum außerordentlichen Professor ernannt. 
Seine ärztliche Tätigkeit begann Eric Steiner 1993 am Institut für Kinder- und Entwicklungspathologie der Universität Mainz  unter der Leitung von Horst Müntefering. Anschließend arbeitete er am Institut für Pathologie der Mainzer Universitätsklinik unter der Leitung von James D. Kirkpatrick. Von 1995 bis 2000 absolvierte Eric Steiner die Facharztausbildung zum Gynäkologen und Geburtshelfer. 2002 absolvierte er die Weiterbildung in der Speziellen Geburtshilfe und Perinatalmedizin, von 2002 bis 2004 die fakultative Weiterbildung Spezielle operative Gynäkologie und von 2004 bis 2007 die Weiterbildung Gynäkologische Onkologie. Ab 2003 war er Oberarzt an der Universitätsfrauenklinik Mainz unter der Leitung von Heinz Kölbl. 
Seit dem 1. Juni 2007 fungiert Eric Steiner in der Nachfolge von Lothar Heilmann, Hermann Breinl und Paul Schrank als vierter Chefarzt der Frauenklinik am GPR Klinikum Rüsselsheim.
Eric Steiner ist verheiratet und hat ein Kind.

## Forschungsthemen und klinischer Schwerpunkt
Seit 1999 ist Eric Steiner ununterbrochen Mitglied der Expertenkommission Uterus der Arbeitsgemeinschaft Gynäkologische Onkologie und war zwischen 2004 und 2006 der stellvertretende Sprecher dieser Gruppe. 2004 erhielt er den President’s Price der Japan Society for Obstetrics and Gynecology (JSOG). 2007 entdeckte Eric Steiner gemeinsam mit Jan Hengstler und Jens Sagemüller das EDI3-Gen. Dieses patentierte Schlüsselenzym im Kennedyzyklus ist für die Prognose von Endometriumkarzinomerkrankungen relevant und regelt unter anderem die Fähigkeit einer Tumorzelle zur Migration. 
Seit 2014 ist er stellvertretender Leiter der S3-Leitlinie Endometriumkarzinom im Nationalen Leitlinienprogramm. Klinischer Schwerpunkt von Eric Steiner ist die Operative Gynäkologie, die minimal-invasive Chirurgie (Laparoskopie) und die Geburtshilfe. Forschungsschwerpunkt ist das Verstehen behandlungsrelevanter molekularbiologischer Veränderungen in Krebszellen, insbesondere bei gynäkologischen Tumoren, die Versorgungsforschung beim Endometriumkarzinom und moderne Verfahren in der Geburtshilfe.

## Schriften
Eric Steiner ist mit Thomas Hitschold und Heinz Kölbl Autor von Geburtshilfe akut.